# Jean-Luc Margot
Jean-Luc Margot (né en 1969) est un astronome né belge, professeur à l'UCLA, spécialisé dans les sciences planétaires.

## Études sur les astéroïdes
Margot a découvert et étudié plusieurs astéroïdes binaires avec l'aide de radars et de télescopes optiques. En 2000, il a obtenu les premières images d'un système binaire. Il a également étudié l'influence de la lumière du Soleil sur les orbites et les rotations des astéroïdes, appelés effets Yarkovsky ou YORP,,.

## Découvertes sur les astéroïdes
| Nom                                      | Date de découverte | Télescope               |
| (87) Sylvia I Romulus[1]                 | 18 février 2001    | Keck II Adaptive Optics |
| (22) Kalliope I Linus[1]                 | 29 août 2001       | Keck II Adaptive Optics |
| S/2003 (379) 1                           | 14 août 2003       | Keck II Adaptive Optics |
| Système de (69230) Hermès                | 18 octobre 2003    | Arecibo Planetary Radar |
| (702) Alauda I Pichi üñëm[2]             | 26 juillet 2007    | VLT Adaptive Optics     |
| avec Michael E. Brown avec Patricio Rojo |                    |                         |

## La planète Mercure
En 2007, Margot et ses collaborateurs ont déterminé que la planète Mercure a un noyau en fusion, à partir de l'analyse des petites variations dans la rotation de la planète. Ces observations ont permis également de mesurer la taille du noyau basé sur un modèle théorique proposé par Stan Peale (en),,,.

## Recherches sur les exoplanètes
En 2012, Margot et son étudiante Julia Fang ont analysé les données du télescope Kepler pour déduire l'architecture de systèmes planétaires. Ils ont décrit des systèmes planétaires pouvant être « plus plats que des crêpes ». Ils ont également montré que de nombreux systèmes planétaires pouvait être dynamiquement bridés,.

## Distinctions
Margot a reçu le prix Harold Clayton Urey de l'Union américaine d'astronomie en 2004. L'astéroïde (9531) Jean-Luc est nommé d'après lui.